# Вишневська Тетяна Олександрівна
Тетя́на Олекса́ндрівна Вишне́вська (нар. 13 серпня 1985, Секешфегервар, Угорщина) — угорська телеведуча, креативна продюсерка, авторка програм. Генеральна директор та засновниця медіаагентства «Cherry Media Agency» у Москві та агентства активних комунікацій «Cherry Media Agency», Дубай, ОАЕ.
Вишневська також є віцепрезидентом некомерційної організації під назвою «Парус надії» з дорадчим статусом в Організації Об'єднаних Націй.

## Освіта
Закінчила Мінський державний лінгвістичний університет за спеціальністю викладач зарубіжної літератури (англійської та американської). Отримала ступінь Бакалавра лінгвістичних наук.
У 2005 році вступила до МІТРО — Московського Інституту Телебачення і Радіомовлення Останкіно [Архівовано 17 червня 2018 у Wayback Machine.] за фахом ведучої радіо і телебачення. У школі «дикторів» навчалася у Тетяни Володимирівни Вишневської. Проходила практику редакторкою в дирекції спецпроєктів на Першому каналі, працювала в дирекції спортивних програм на телеканалі «Росія-2».
У 2008 році пройшла курси в Інституті підвищення кваліфікації працівників радіо і телебачення [Архівовано 8 вересня 2017 у Wayback Machine.] у педагогині з техніки мови Світлани Корнеліївни Макарової.
2018-2019 рр. — навчання в Академії медіаіндустрії [Архівовано 8 жовтня 2021 у Wayback Machine.] за фахом «Телепродюсер», Москва.

## Кар'єра
2008-2011 рр. — редакторка і ведуча економічних програм «Ринки» та «Компанії та корпорації» на радіостанції «Business FM» [Архівовано 11 вересня 2017 у Wayback Machine.].
Вересень 2011 — розпочала кар'єру телеведучої з відкриття телеканалу «Москва 24».
Жовтень 2011– ведуча ефіру на радіостанції «Коммерсант FM» [Архівовано 8 вересня 2017 у Wayback Machine.].
Листопад 2011 — дикторка і ведуча програм на «Коммерсант ТВ» [Архівовано 9 листопада 2018 у Wayback Machine.].
Серпень 2012 — редакторка і ведуча новин економіки на телеканалі «360 ТВ» [Архівовано 6 грудня 2018 у Wayback Machine.].
Грудень 2012 — телеведуча програм «Діловий ранок», «Діловий день» і «Головні новини». «Новини російської та зарубіжної преси» на першому російському бізнес-телебаченні, телеканалі РБК.
Липень-Жовтень 2013 – радниця ректора МДУ академіка В. А. Садовничого, а також керівниця прес-служби МДУ імені М. В. Ломоносова.
Листопад 2013 – команда Вишневської разом з Іваном Альохіним, президентом інноваційної компанії, запустили авторський бізнес-телепроєкт «Нові технології» на телеканалі «PRO Бізнес», «Бізнес і Медіа з Тетяною Вишневською».
2014 — заснувала агентство активних комунікацій «Cherry Media Agency», Дубай ОАЕ. У тому ж році стала співредакторкою модного lifestyle журналу «Мистецтво жити» |«Искусство Жить», ОАЕ.
2016 — розпочала авторський проєкт «Стиль життя з Тетяною Вишневською» | «Стиль жизни с Татьяной Вишневской» на АВТО-радіо 103,2 FM, ОАЕ [Архівовано 29 серпня 2017 у Wayback Machine.].
2017 — запрошена на посаду креативної продюсерки «Russian Emirates TV»для ведення авторських програм в циклі «Величний Схід з Тетяною Вишневською» | «Великолепный Восток с Татьяной Вишневской», а також авторки статей видавничого дому «Russian Emirates» [Архівовано 29 серпня 2017 у Wayback Machine.] про розкішний стиль життя. 
З 2017 року понині — займає посаду креативної продюсерки «Russian Emirates TV», веде авторські програми і рубрики про розкішний стиль життя.
У вересні 2017 року розпочався проєкт Тетяни Вишневської «Історія успіху» - новий тренд у бізнес-освіті. Була проведена зустріч зі студентами та викладачами факультету фінансів та банківської справи РАНХіГС.
Брала участь у формуванні та відкритті телеканалу «Москва 24» з мером Москви С. С. Собяніним, вела випуски новин на федеральному першому діловому каналі РБК, брала участь в економічних форумах в Давосі і Санкт-Петербурзі з першими особами.
Тетяна Вишневська довгий час працювала над зміцненням економічних і культурних відносин між Росією і країнами Близького Сходу, зокрема, ОАЕ. В Еміратах була відзначена послом і консулом Російської Федерації, а також іншими дипломатичними діячами та військовими аташе.
Проводила численну кількість посольських заходів. Постійно брала участь в проведенні заходів правлячої сім'ї Арабських Еміратів, а також робила авторські програми з їх участю, що в подальшому сприяло зміцненню взаємин між країнами. У 2016 році проводила премію нагородження «Balkan & GCC Athletics Awards2016» під патронажем шейха Ахмада бін Мохаммеда бін Хашер аль-Мактум, члена правлячої сім'ї ОАЕ, олімпійського чемпіона 2004 року зі стрілецького спорту, єдиного володаря олімпійської нагороди в історії ОАЕ.
Тетяна Вишневська була запрошена як VIP медіа персона на Міжнародний кінофестиваль в Дубаї [Архівовано 13 вересня 2017 у Wayback Machine.] в 2016 році, щоб висвітлити та представити діяльність Фестивалю разом з усіма міжнародними та арабськими кінорежисерами, переможцями кінопремій Оскар, Золотий глобус та БАФТА.
Про культурний внесок Тетяни Вишневської написала шейха Хінд Аль-Касімі, яка своєю чергою є дипломаткою, культурною амбасадоркою ОАЕ, а також членкинею правлячої родини емірату Шарджі. 

## Телевізійні проєкти
Озвучує рекламу банківських послуг, охоронних систем, ресторанів на радіо і телебаченні.
У 2016 брала участь у телепроєкті «Панянка Селянка» міжнародний сезон на телеканалі «ТЕТ». 
Червень 2016 — була запрошена в телепроєкт «Від пацанки до панянки» на «Новий Канал» як незалежна експертка та суддя.
У 2017 році авторський проєкт «Величний Схід з Тетяною Вишневською» | «Великолепный Восток с Татьяной Вишневской» був запущений на українському телеканалі «City Life» [Архівовано 8 вересня 2017 у Wayback Machine.] (City Life)